# Bo von Eyben
Bo Edler von Eyben (født 16. november 1946, død 17. juli 2024) var dr.jur. og har fra 1989 til 2017 været professor i retsvidenskab (særligt formueret) ved Juridisk Fakultet på Københavns Universitet. Han blev pensioneret i 2017. Bo von Eyben var hovedredaktør på Karnovs Lovsamling, og han udgav selv Juridisk Ordbog.
Han er søn af professor, dr.jur. W.E. von Eyben og Ragna født Høyer.
Han blev student fra Østre Borgerdyd Gymnasium 1965 og cand.jur. i 1972 og dr.jur. i 1983.

## Udvalgt bibliografi
- Juridisk Ordbog. 14. udgave. 2016. Karnov Group. ISBN 978-87-619-3556-4
- Sammen med Peter Mortensen (2022): Lærebog i Obligationsret II - Personskifte i skyldforhold samt fordringers ophør og hæftelsesformer. 5. udgave. Karnov Group. ISBN 9788761943620